# 小米6X
小米手机6X是小米科技于2018年4月25日发布的中端智能手机，采用高通骁龙660AIE处理器，搭载基于Android 8.1的MIUI 9(6X)或搭載Android 8.1(Android One)(A2)系统，配置5.99英寸2160×1080像素屏幕，4GB/6GB内存、32GB/64GB/128GB存储器，有红、黑、蓝、粉、金五种配色可选。该机于2018年4月27日在中国大陆开售。
该机另有初音未来定制限量版，于2018年6月28日发布。

## 售价
- 4GB+32GB版本：1399元人民币
- 4GB+64GB版本：1599元人民币
- 6GB+64GB版本：1799元人民币
- 6GB+128GB版本：1999元人民币[3]